# Ruger (chanteur)
Ruger, de son vrai nom Michael Adebayo Olayinka, né le 23 septembre 1999 à Lagos, est un chanteur, musicien et auteur-compositeur afrobeats nigérian. Il est devenu célèbre grâce à sa chanson à succès "Bounce", tout en gagnant une reconnaissance mondaine Ruger a signé un contrat de disque en 2021 avec D'Prince "Jonzing World record" pour un contrat d'édition et de distribution avec Columbia Records,et Sony Music Entertainment, division UK. Le 4 mars 2021, il a sorti son premier EP Pandemic,,.

## Carrière
"Bounce", est devenu une chanson à succès majeur de Pandemic EP, et a fait ses débuts à la 39e place du Top 50 du classement Nigeria, et a été classé au numéro 20 du classement TurnTable End of the Year et au numéro 2 des meilleures chansons des Afrobeats d'Apple Music. Le 26 novembre 2021, il a sorti son deuxième EP, intitulé The Second Wave, avec "Dior" comme single principal, qui a fait ses débuts numéro 32 du Top 50 et numéro 15 du  UK Afrobeats Singles Chart. La chanson a ensuite atteint la première place au Nigeria, en Gambie, au Kenya, en Ouganda, en Sierra Leone et à Madagascar.

## Discographie

### Albums
- 2023 : RU The World